# Julian Łukaszewicz
Julian Łukaszewicz (ur. 16 lipca 1904 w Jekaterynosławiu, zm. 3 lipca 1982 w Łodzi) – polski lekkoatleta, olimpijczyk.

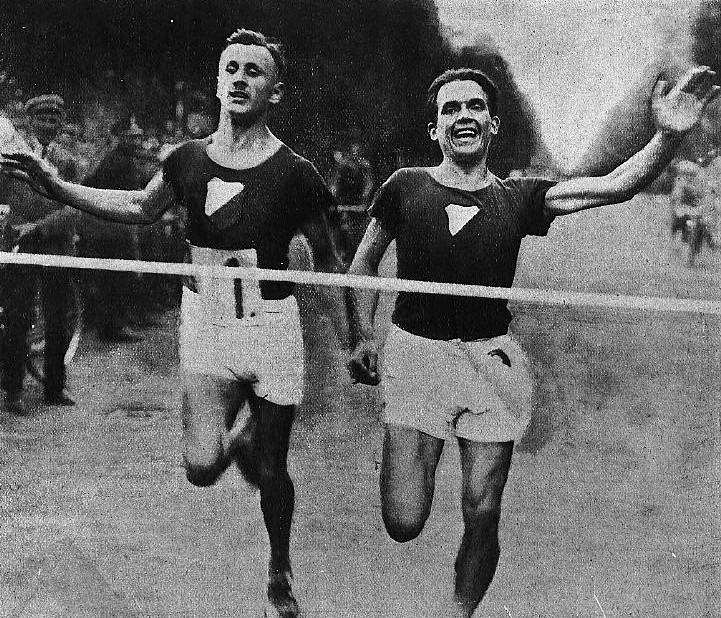
Bieg Belwederski – od lewej: Stefan Szelestowski i Julian Łukaszewicz (1925)

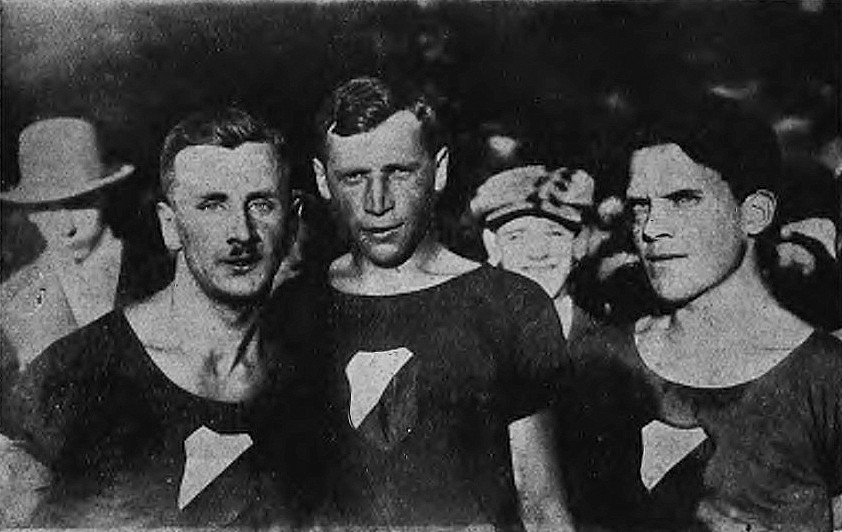
Zawodnicy Polonii – od lewej: Stefan Szelestowski, Władysław Banaszkiewicz, Julian Łukaszewicz (1925)

## Życiorys
Wychował się w Petersburgu. Maturę zdał w Warszawie w Gimnazjum im. Tadeusza Reytana (1924), w którym działał w  1 Warszawskiej Drużynie Harcerskiej im. Romualda Traugutta („Czarna Jedynka”). Ukończył następnie Politechnikę Warszawską (Wydział Elektryczny) w 1932. W latach 1937–1939 montował sieć elektryczną w ramach Działu Budowy Wytwórni Amunicji nr 3, budowanej w ramach COP. W czasie okupacji pracował w firmie inż. Meissnera, która obsługiwała elektrownię na terenie Lager Deba. Od sierpnia 1944 r. do lutego 1945 r. był zatrudniony na stanowisku zastępcy Kierownika Działu Technicznego odbudowywanej Wytwórni. W tym samym roku wyjechał z Dęby na Lubelszczyznę.
Jako lekkoatleta startował w biegach długodystansowych. Wziął udział w Igrzyskach Olimpijskich w Paryżu w 1924 w konkurencji biegu na 3000 m drużynowo (startował z Stefanem Szelestowskim i Stanisławem Zifferem). Polski zespół odpadł w przedbiegach. Był także uczestnikiem akademickich mistrzostw świata w Paryżu w 1928, ale nie odniósł sukcesów.
Dwa razy zdobył mistrzostwo Polski: w biegu na 5000 m w 1924 i w biegu przełajowym w 1925; trzy razy był wicemistrzem: na 3000 m w 1924, na 5000 m w 1925 i na 10 000 m także w 1925. Był również brązowym medalistą na 3000 m drużynowo w 1924 i w biegu przełajowym w 1926. Trzykrotnie ustanawiał rekordy Polski (wszystkie w 1925): na 3000 m (9:12,7), 5000 m (16:13,2) i 10 000 m (34:06,2).
Rekordy życiowe:
- bieg na 3000 m – 9:12,7
- bieg na 5000 m – 16:09,0
- bieg na 10 000 m – 34:06,2

Reprezentował Polonię Warszawa. Zakończył karierę w 1929.